# Aye Aung Aye
Aye Aung Aye (ur. 28 sierpnia 1987) – birmańska zapaśniczka w stylu wolnym.
Brązowa medalistka igrzysk Azji Południowo-Wschodniej w 2013 roku.